# Campeonato Maranhense de Futebol de 1958
O Campeonato Maranhense de Futebol de 1958 foi a 37º edição da divisão principal do campeonato estadual do Maranhão. O campeão foi o Ferroviário que conquistou seu 2º título na história da competição. O artilheiro do campeonato foi Santos, jogador do Ferroviário, com 11 gols marcados.

## Premiação
| Campeonato Maranhense de 1958   |
| São Luís                        |
| ------------------------------- |
| Ferroviário Campeão (2º título) |